# آنه دایموند
آنه دایموند (انگلیسی: Anne Diamond؛ زادهٔ ۸ سپتامبر ۱۹۵۴) مجری رادیو، روزنامه‌نگار، و مجری تلویزیون اهل بریتانیا است.
او فعالیت حرفه‌ای خود را از سال ۱۹۷۹ آغاز کرد و مجری چندین برنامه در بی‌بی‌سی وان بوده است.